# 苯丙酮酸
苯丙酮酸屬於酮酸的一種，是丙酮酸的一種衍生物，常見生物體內以苯丙胺酸經轉氨酶的作用下轉化為苯丙酮酸。

## 合成方法
苯丙酮酸以苄氯为起始物，通过两次羰基化合成（产率为82%）。